# За покликом серця
«За покликом серця» — радянський художній драматичний фільм 1985 року, знятий режисерами Суламіффю Цибульник та Галиною Шигаєвою на Кіностудії ім. О. Довженка.

## Сюжет
Герої одружилися незадовго до початку війни. Влітку 1941 року Григорій пішов на фронт, був поранений і разом із шпиталем був евакуйований. Спроби розшукати чоловіка виявилися безуспішними. Тамара пішла санінструктором на передову, потім закінчила артилерійське училище і почала командувати взводом. А пізніше дізналася, що Григорія підібрали жителі села і він, зрадивши присязі, залишився чекати на прихід Радянської Армії. Усвідомивши свою помилку, Григорій зрозумів, що тільки кров'ю може спокутувати свою провину — і дістався передової, вже не боячись смерті. Незабаром Тамара отримала повідомлення про його загибель. Після війни вона знову вийшла заміж і була щаслива, як і багато хто у повоєнні роки. І лише несподіване повернення Григорія на якийсь час змусило її засумніватися у правомірності цього щастя. В основі фільму — реальні факти із життя старшого лейтенанта Т. А. Сичової.

## У ролях
- Ольга Бітюкова — Тамара Зернова
- Юрій Григор'єв — Петро Трофімов
- Дмитро Бруснікін — Григорій Зернов
- Ольга Сумська — Катерина
- Михайло Голубович — Онищенко, сержант, помкомвзводу
- Василь Петренко — Дробот, рядовий, колишній злочинець
- Сергій Чурбаков — Полікашкін, рядовий
- Павло Кормунін — Сергій Іванович, начальник артучилища, полковник
- Андрій Градов — начальник штаба, капітан
- Микола Олійник — однорукий майор
- Олена Костильова — Оленька
- Людмила Сосюра — військовий лікар
- Федір Шмаков — військовий лікар
- Катерина Крупеннікова — військовий лікар
- Микола Дупак — майор, член комісії
- Станіслав Молганов — Євдокимов
- Володимир Волков — член комісії
- Лідія Чащина — член комісії
- Євген Паперний — офіцер, виконавець пісні під гітару
- Олександр Мовчан — епізод
- Віра Кавалєрова — епізод
- Анатолій Білий — рядовий
- Василь Фущич — епізод
- Георгій Дворников — епізод
- Ольга Реус-Петренко — селянка
- Іван Матвєєв — селянин
- Людмила Лобза — селянка
- Ірина Кихтьова — селянка
- Наталія Гебдовська — епізод
- Анатолій Соколовський — епізод
- Анатолій Юрченко — епізод
- Олексій Довгань — епізод
- Володимир Костюк — рядовий
- Олександр Гебдовський — епізод
- Микола Малашенко — епізод
- Любов Руднєва — ад'ютант при штабі
- В. Рюмін — епізод
- Арсеній Тимошенко — епізод
- Євген Пашин — рядовий

## Знімальна група
- Режисери — Суламіф Цибульник, Галина Шигаєва
- Сценаристи — Борис Васильєв, Кирило Рапопорт
- Оператори — Михайло Іванов, Ігор Мамай
- Композитор — Олександр Злотник
- Художник — Євген Стрілецький